# Augustinus Philipp Baumann

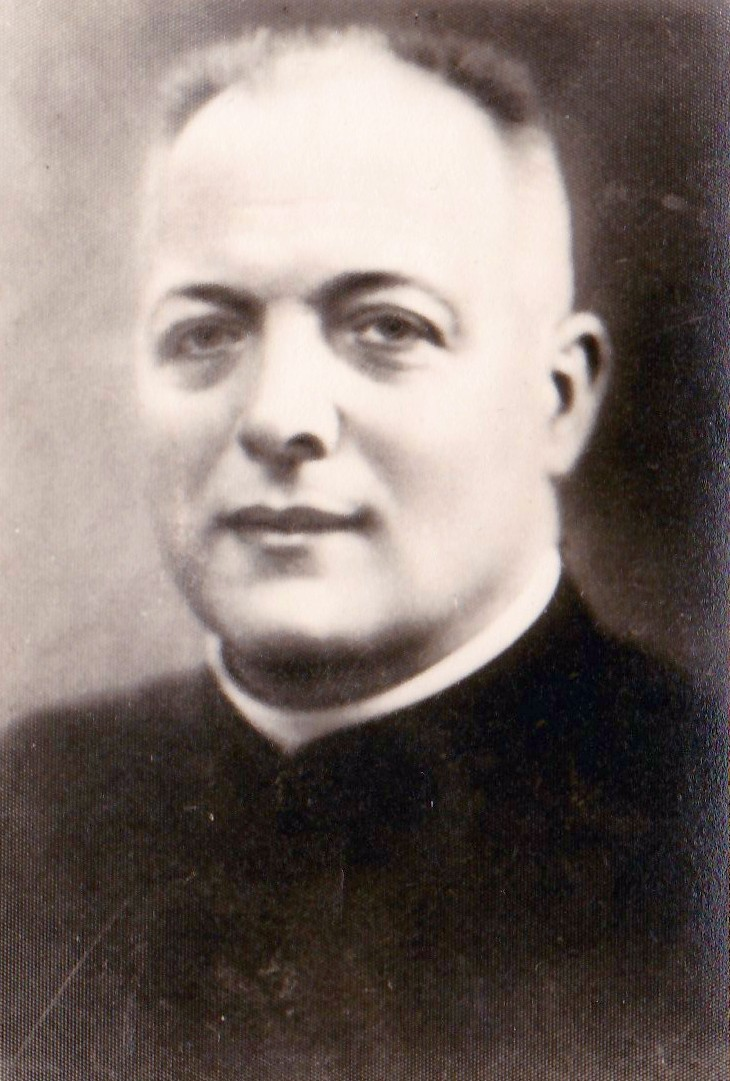
Weihbischof Augustinus Baumann

Augustinus Philipp Baumann (* 9. Dezember 1881 in Niedermarsberg; † 20. Februar 1953) war ein römisch-katholischer Geistlicher und Weihbischof im Erzbistum Paderborn.

## Leben
Augustinus Philipp Baumann studierte nach dem Abitur ab 1903 in Straßburg im Elsass Theologie und wurde dort aktives Mitglied der katholischen Studentenverbindung Frankonia-Straßburg im KV, 1905 ging er nach Paderborn ins Priesterseminar und  empfing am 6. April 1906 das Sakrament der Priesterweihe.
Nach verschiedenen Kaplanstellen wurde er 1910 zunächst Pfarrvikar und ab 1920 Pfarrer an der St.-Anna-Kirche in Dortmund.  Dann wurde er in Paderborn Domkapitular und Domdechant.
Am 28. Oktober 1932 ernannte ihn Papst Pius XI. zum Weihbischof in Paderborn und Titularbischof von Casius. Die Bischofsweihe empfing Baumann am 21. Dezember desselben Jahres von Erzbischof Caspar Klein. Mitkonsekratoren waren der Hildesheimer Bischof Nikolaus Bares und der Münsteraner Weihbischof Johannes Scheifes.
Nach dem Tod Erzbischof Kleins im Januar 1941 leitete Baumann das Erzbistum während der Sedisvakanz als Kapitularvikar. In dieser Funktion protestierte er in einem Brief an den Landeshauptmann in Münster gegen die Euthanasiemaßnahmen der Nationalsozialisten.

## Zitat
„Im Namen des fünften Gebot Gottes, das bisher die Grundlage der Strafgesetzgebung aller Kulturstaaten bildete, im Namen der Menschlichkeit, deren fundamentalste Gesetze hier grauenvoll mit Füßen getreten werden, im Namen der unschuldigen Opfer und ihrer Angehörigen, über die ein grenzenloses Leid verhängt wird, erhebe ich Einspruch  gegen dies systematische Massenmorden…“

## Ehrung
Die katholische Grundschule in Niedermarsberg trug bis 2010 den Namen „Augustinus-Baumann-Schule“.